# Gran Premio di Monaco 1975
Il Gran Premio di Monaco 1975 è stata la quinta prova della stagione 1975 del Campionato mondiale di Formula 1. Si è corsa domenica 11 maggio 1975 sul Circuito di Montecarlo. La gara è stata vinta dall'austriaco Niki Lauda su Ferrari; per il vincitore si trattò del terzo successo nel mondiale. Ha preceduto sul traguardo i brasiliani Emerson Fittipaldi su McLaren-Ford Cosworth e Carlos Pace su Brabham-Ford Cosworth.
Il gran premio venne premiato col Race Promoters' Trophy, quale gran premio meglio organizzato della stagione. Fu la prima edizione per tale premio.

## Vigilia

### Aspetti tecnici
Le polemiche scatenate dal tragico Gran Premio di Spagna portarono la federazione a immediate contromisure per aumentare la sicurezza del circuito monegasco, vista anche la vicinanza degli spettatori al tracciato. Vennero montati guard-rail più alti, venne modificata una chicane, la griglia di partenza venne limitata a sole 18 vetture, contro le 25 previste.
La chicane dopo la galleria venne portata alla larghezza di 11 metri, mentre alcuni piloti, tra cui Emerson Fittipaldi avevano chiesto fosse ristretta a 9 metri per obbligare le vetture a una maggiore frenata. Di diverso parere Ronnie Peterson che aveva invece suggerito mantenerla ai 14 metri.
La McLaren introdusse un meccanismo di regolazione manuale della durezza della barra antirollio, azionato dallo stesso pilota.

### Aspetti sportivi
Jacques Laffite tornò alla Williams; fece il debutto nel mondiale di Formula 1 lo svedese Torsten Palm su una Hesketh della Polar Caravans. Graham Hill sostituì nella propria scuderia Rolf Stommelen, infortunatosi nel Gran Premio di Spagna. Henri Pescarolo, che mancava dal Gran Premio d'Italia 1974, venne iscritto sulla seconda Surtees, ma non prese parte alle qualifiche.

## Qualifiche

### Resoconto
Al giovedì John Watson e Clay Regazzoni si scontrarono durante le prove: la Ferrari del ticinese andò in testacoda alla Piscine, rimanendo col muso nel senso opposto a quello del tracciato; la Surtees del britannico, per evitare l'urto frenò bruscamente, ma la vettura passò sopra l'alettone della vettura di Regazzoni prima di sbattere contro le barriere. Anche Lauda, sempre al giovedì, fu autore di un incidente alle Piscine, a causa di un piede incastrato nella pedaliera. Alla Surtees venne ordinato di togliere dalla vettura delle scritte favorevoli all'integrazione europea.
Per l'ultima volta Graham Hill tentò di qualificarsi ma senza successo: il 5 volte vincitore di Monaco non ce la fece per soli 0,37 secondi. Niki Lauda, su Ferrari, ottenne la seconda pole position di fila (e seconda di fila anche a Monaco, dopo la pole del 1974), ma la vera sorpresa fu la prima fila di Tom Pryce, sulla Shadow; Pryce, solo 12 mesi prima era stato considerato troppo inesperto per poter gareggiare a questi livelli. Jean-Pierre Jarier, sempre sulla Shadow, e Ronnie Peterson, su Lotus, composero la seconda fila.
Mark Donohue fu autore di un incidente alla Santa Devota, con la vettura che andò a sbattere contro il guard-rail a 160 km/h. La vettura subì un principio d'incendio. La gru, sollevandola dal tracciato, colpì un palo dell'illuminazione pubblica, tanto che le prove furono interrotte per mezz'ora.

### Risultati
Nella sessione di qualifica si è avuta questa situazione:
| Pos                     | Nº | Pilota             | Costruttore              | Squadra                          | Tempo   | Griglia |
| ----------------------- | -- | ------------------ | ------------------------ | -------------------------------- | ------- | ------- |
| 1                       | 12 | Niki Lauda         | Ferrari                  | Scuderia Ferrari SpA SEFAC       | 1'26"40 | 1       |
| 2                       | 16 | Tom Pryce          | Shadow-Ford Cosworth     | UOP Shadow Racing Team           | 1'27"09 | 2       |
| 3                       | 17 | Jean-Pierre Jarier | Shadow-Ford Cosworth     | UOP Shadow Racing Team           | 1'27"25 | 3       |
| 4                       | 5  | Ronnie Peterson    | Lotus-Ford Cosworth      | John Player Team Lotus           | 1'27"40 | 4       |
| 5                       | 9  | Vittorio Brambilla | March-Ford Cosworth      | Beta Team March                  | 1'27"50 | 5       |
| 6                       | 11 | Clay Regazzoni     | Ferrari                  | Scuderia Ferrari SpA SEFAC       | 1'27"55 | 6       |
| 7                       | 3  | Jody Scheckter     | Tyrrell-Ford Cosworth    | Elf Team Tyrrell                 | 1'27"58 | 7       |
| 8                       | 8  | Carlos Pace        | Brabham-Ford Cosworth    | Martini Racing                   | 1'27"67 | 8       |
| 9                       | 1  | Emerson Fittipaldi | McLaren-Ford Cosworth    | Marlboro Team Texaco             | 1'27"77 | 9       |
| 10                      | 7  | Carlos Reutemann   | Brabham-Ford Cosworth    | Martini Racing                   | 1'27"93 | 10      |
| 11                      | 24 | James Hunt         | Hesketh-Ford Cosworth    | Hesketh Racing                   | 1'27"94 | 11      |
| 12                      | 4  | Patrick Depailler  | Tyrrell-Ford Cosworth    | Elf Team Tyrrell                 | 1'27"95 | 12      |
| 13                      | 27 | Mario Andretti     | Parnelli-Ford Cosworth   | Vel's Parnelli Jones Racing      | 1'28"11 | 13      |
| 14                      | 6  | Jacky Ickx         | Lotus-Ford Cosworth      | John Player Team Lotus           | 1'28"28 | 14      |
| 15                      | 2  | Jochen Mass        | McLaren-Ford Cosworth    | Marlboro Team Texaco             | 1'28"49 | 15      |
| 16                      | 28 | Mark Donohue       | Penske-Ford Cosworth     | Penske Cars                      | 1'28"81 | 16      |
| 17                      | 18 | John Watson        | Surtees-Ford Cosworth    | Team Surtees                     | 1'28"90 | 17      |
| 18                      | 26 | Alan Jones         | Hesketh-Ford Cosworth    | Custom Made Harry Stiller Racing | 1'29"12 | 18      |
| Vetture non qualificate |    |                    |                          |                                  |         |         |
| NQ                      | 21 | Jacques Laffite    | Williams-Ford Cosworth   | Frank Williams Racing Cars       | 1'29"28 | NQ      |
| NQ                      | 20 | Arturo Merzario    | Williams-Ford Cosworth   | Frank Williams Racing Cars       | 1'29"32 | NQ      |
| NQ                      | 23 | Graham Hill        | Hill-Ford Cosworth       | Embassy Racing with Graham Hill  | 1'29"49 | NQ      |
| NQ                      | 14 | Bob Evans          | BRM                      | Stanley BRM                      | 1'30"33 | NQ      |
| NQ                      | 31 | Roelof Wunderink   | Ensign-Ford Cosworth     | HB Bewaking Team Ensign          | 1'31"60 | NQ      |
| NQ                      | 25 | Torsten Palm       | Hesketh-Ford Cosworth    | Polar Caravans                   | 1'31"95 | NQ      |
| NQ                      | 10 | Lella Lombardi     | March-Ford Cosworth      | Lavazza March                    | 1'32"20 | NQ      |
| NQ                      | 30 | Wilson Fittipaldi  | Copersucar-Ford Cosworth | Copersucar-Fittipaldi            | 1'33"02 | NQ      |

## Gara

### Resoconto
La gara inizia sotto la pioggia, tanto che tutti i piloti montano gomme per il bagnato.  Lauda è veloce alla partenza, mentre Pryce sconta un'indecisione al via ed è passato da Jarier; il francese presto cerca di passare anche Lauda ma va a sbattere contro le barriere della curva del Tabaccaio; la vettura è danneggiata tanto che sarà costretto subito al ritiro.  Peterson è perciò secondo seguito da Pryce, poi da Vittorio Brambilla.  Regazzoni si ferma a cambiare gli pneumatici e il musetto così come James Hunt che si ferma per montare le slick, cercando di sfruttare una pista via via più asciutta. Tuttavia il suo team pasticcia con il cambio delle ruote, facendogli perdere troppo tempo ai box.
Le possibilità di vittoria per Ronnie Peterson vanno in fumo al pit stop a causa di un dado della ruota che finisce sotto la vettura. Tom Pryce è costretto ai box a cambiare musetto, cosicché Niki Lauda si trova in testa con un margine di 15 secondi sulla coppia brasiliana formata da Emerson Fittipaldi e Carlos Pace. Molti incidenti caratterizzano la gara:Jochen Mass e James Hunt tamponano al Mirabeau, e Patrick Depailler viene coinvolto anch'esso nel loro incidente; l'altro ferrarista Clay Regazzoni va a sbattere alla chicane e riporta danni alla vettura; John Watson va in testacoda e blocca il motore della monoposto; Pryce colpisce le barriere ed è costretto al ritiro; Mario Andretti con la macchina a fuoco rientra ai box; Mark Donohue colpisce anch'esso i guardrail, mentre Alan Jones perde una ruota.
Negli ultimi giri la vettura di Lauda soffre per un calo di pressione dell'olio favorendo così il riavvicinamento di Fittipaldi. A 3 giri dal termine il gap è di soli 2,75 secondi, ma il raggiungimento delle 2 ore di gara porta all'interruzione del grand prix, permettendo a Lauda di portare a casa la prima vittoria stagionale per lui e la Ferrari. Dopo vent'anni il Cavallino ritorna sul podio più alto del circuito monegasco.
Campionato più che mai incerto con 5 piloti che hanno vinto le prime cinque prove.

### Curiosità
Ai box della Ferrari c'era anche Luca Cordero di Montezemolo. È proprio lui quello che, perduta la testa per la vittoria di Lauda, sferra un pugno a Clay Regazzoni, che era ai box e che lo stava trattenendo per un lembo del giubbotto, proprio quando Lauda tagliava il traguardo.

### Risultati
I risultati del gran premio sono i seguenti:
| Pos | No | Pilota             | Costruttore              | Giri | Tempo/Ritiro   | Pos.Griglia | Punti |
| --- | -- | ------------------ | ------------------------ | ---- | -------------- | ----------- | ----- |
| 1   | 12 | Niki Lauda         | Ferrari                  | 75   | 2:01'21"31     | 1           | 9     |
| 2   | 1  | Emerson Fittipaldi | McLaren-Ford Cosworth    | 75   | + 2"78         | 9           | 6     |
| 3   | 8  | Carlos Pace        | Brabham-Ford Cosworth    | 75   | + 17"81        | 8           | 4     |
| 4   | 5  | Ronnie Peterson    | Lotus-Ford Cosworth      | 75   | + 38"45        | 4           | 3     |
| 5   | 4  | Patrick Depailler  | Tyrrell-Ford Cosworth    | 75   | + 40"86        | 12          | 2     |
| 6   | 2  | Jochen Mass        | McLaren-Ford Cosworth    | 75   | + 42"07        | 15          | 1     |
| 7   | 3  | Jody Scheckter     | Tyrrell-Ford Cosworth    | 74   | + 1 Giro       | 7           |       |
| 8   | 6  | Jacky Ickx         | Lotus-Ford Cosworth      | 74   | + 1 Giro       | 14          |       |
| 9   | 7  | Carlos Reutemann   | Brabham-Ford Cosworth    | 73   | + 2 Giri       | 10          |       |
| Rit | 28 | Mark Donohue       | Penske-Ford Cosworth     | 66   | Incidente      | 16          |       |
| Rit | 24 | James Hunt         | Hesketh-Ford Cosworth    | 63   | Incidente      | 11          |       |
| Rit | 26 | Alan Jones         | Hesketh-Ford Cosworth    | 61   | Ruota          | 18          |       |
| Rit | 9  | Vittorio Brambilla | March-Ford Cosworth      | 48   | Incidente      | 5           |       |
| Rit | 16 | Tom Pryce          | Shadow-Ford Cosworth     | 39   | Incidente      | 2           |       |
| Rit | 11 | Clay Regazzoni     | Ferrari                  | 36   | Incidente      | 6           |       |
| Rit | 18 | John Watson        | Surtees-Ford Cosworth    | 36   | Testacoda      | 17          |       |
| Rit | 27 | Mario Andretti     | Parnelli-Ford Cosworth   | 9    | Perdita d'olio | 13          |       |
| Rit | 17 | Jean-Pierre Jarier | Shadow-Ford Cosworth     | 0    | Incidente      | 3           |       |
| NQ  | 21 | Jacques Laffite    | Williams-Ford Cosworth   |      |                |             |       |
| NQ  | 20 | Arturo Merzario    | Williams-Ford Cosworth   |      |                |             |       |
| NQ  | 23 | Graham Hill        | Hill-Ford Cosworth       |      |                |             |       |
| NQ  | 14 | Bob Evans          | BRM                      |      |                |             |       |
| NQ  | 31 | Roelof Wunderink   | Ensign-Ford Cosworth     |      |                |             |       |
| NQ  | 25 | Torsten Palm       | Hesketh-Ford Cosworth    |      |                |             |       |
| NQ  | 10 | Lella Lombardi     | March-Ford Cosworth      |      |                |             |       |
| NQ  | 30 | Wilson Fittipaldi  | Fittipaldi-Ford Cosworth |      |                |             |       |
| NA  | 19 | Henri Pescarolo    | Surtees-Ford Cosworth    |      | Non presente   |             |       |
| NA  | 22 | François Migault   | Lola-Ford Cosworth       |      | Non presente   |             |       |

## Statistiche
Piloti
- 3ª vittoria per Niki Lauda
- 30° podio per Emerson Fittipaldi
- 1º Gran Premio per Torsten Palm
- Ultimo Gran Premio per Graham Hill

Costruttori
- 53° vittoria per la Ferrari

Motori
- 53ª vittoria per il motore Ferrari
- 75º giro più veloce per il motore Ford Cosworth

Giri al comando
- Niki Lauda (1-24, 26-75)
- Ronnie Peterson (25)

## Classifiche Mondiali

### Piloti
| Pos | Pilota             | Punti |
| --- | ------------------ | ----- |
| 1   | Emerson Fittipaldi | 21    |
| 2   | Carlos Pace        | 16    |
| 3   | Niki Lauda         | 14    |
| 4   | Carlos Reutemann   | 12    |
| 5   | Jochen Mass        | 10,5  |
| 6   | Jody Scheckter     | 9     |
| 7   | Patrick Depailler  | 8     |
| 8   | James Hunt         | 7     |
| 9   | Clay Regazzoni     | 6     |
| 10  | Jacky Ickx         | 3     |
| 10  | Ronnie Peterson    | 3     |
| 12  | Jean-Pierre Jarier | 1,5   |
| 13  | Vittorio Brambilla | 1     |
| 14  | Lella Lombardi     | 0,5   |

### Costruttori
| Pos | Costruttori           | Punti |
| --- | --------------------- | ----- |
| 1   | McLaren-Ford Cosworth | 26,5  |
| 2   | Brabham-Ford Cosworth | 25    |
| 3   | Ferrari               | 17    |
| 4   | Tyrrell-Ford Cosworth | 13    |
| 5   | Hesketh-Ford Cosworth | 7     |
| 6   | Lotus-Ford Cosworth   | 6     |
| 7   | Shadow-Ford Cosworth  | 1,5   |
| 8   | March-Ford Cosworth   | 1     |